# Zygfryd Józefiak
Zygfryd Józefiak (ur. 17 sierpnia 1954 w Poznaniu) – polski hokeista na trawie (bramkarz), olimpijczyk.
Syn Walentego i Lidii z Ciesielskich, ukończył Zasadniczą Szkołę Zawodową w Poznaniu, uzyskując przygotowanie do zawodu mechanika maszyn i urządzeń. Reprezentował barwy poznańskich klubów Grunwaldu i Pocztowca; z Grunwaldem był mistrzem Polski w hali (1974), z Pocztowcem trzykrotnie mistrzem Polski na otwartym stadionie (1981, 1982, 1983) oraz jeden raz mistrzem Polski w hali (1981).
Należy do niego rekord występów reprezentacyjnych wśród polskich bramkarzy hokejowych – w latach 1973–1985 zaliczył 135 spotkań. Brał udział w trzech turniejach finałowych mistrzostw świata (1975, 1978, 1983) oraz dwóch mistrzostw Europy (1978, 1983). Zaliczył również start olimpijski, zajmując wraz z drużyną 4. miejsce na igrzyskach w Moskwie w 1980. Jest uważany za jednego z najlepszych bramkarzy w historii polskiego hokeja na trawie.
Po zakończeniu kariery zawodniczej przeszedł do pracy trenerskiej, prowadził m.in. zespół Pocztowca Poznań oraz narodowe kadry juniorskie. Został uhonorowany tytułem „Zasłużonego Mistrza Sportu” oraz Medalem „Za Wybitne Osiągnięcia Sportowe”. Żonaty (z Danutą z domu Bzdręga), ma dwie córki (Martę i Małgorzatę), które uprawiały hokej na trawie jako juniorki Pocztowca.